# Чемпионат России по спортивной гимнастике 2017 — отдельные виды (женщины)
Соревнования по отдельным видам среди женщин на чемпионате России по спортивной гимнастике 2017 года прошли 5 марта.
Спортсмены квалифицировались в финальный этап по результатам выступления в командных соревнованиях.

## Призёры
| Дисциплина          | Золото             | Серебро         | Бронза              |
| Опорный прыжок      | Тутхалян Седа      | Ахаимова Лилия  | Мельникова Ангелина |
| Разновысокие брусья | Спиридонова Дарья  | не присуждалось | Скрыпник Дарья      |
| Разновысокие брусья | Капитонова Наталья | не присуждалось | Скрыпник Дарья      |
| Бревно              | Трыкина Виктория   | не присуждалось | Мельникова Ангелина |
| Бревно              | Тутхалян Седа      | не присуждалось | Мельникова Ангелина |
| Вольные упражнения  | Ахаимова Лилия     | Еремина Елена   | Тутхалян Седа       |

## Результаты соревнований

### Опорный прыжок
| Место | Спортсмен           | Оценка        | Оценка        | Итог   |
| ----- | ------------------- | ------------- | ------------- | ------ |
| 1     | Тутхалян Седа       | 14,333        | 14,133        | 14,233 |
| 2     | Ахаимова Лилия      | 13,966        | 13,733        | 13,849 |
| 3     | Мельникова Ангелина | 14,133        | 13,433        | 13,783 |
| 4     | Дмитриева Анастасия | 13,766        | 13,533        | 13,649 |
| 5     | Сосницкая Алла      | 13,233        | 14,000        | 13,616 |
| 6     | Афанасьева Элеонора | 14,333        | 12,500        | 13,416 |
| 7     | Аркуша Алена        | 13,000        | 13,366        | 13,183 |
| 8     | Елизарова Дарья     | 13,833        | 11,600        | 12,716 |
| Место | Спортсмен           | Первый прыжок | Второй прыжок | Итог   |

### Разновысокие брусья
| Место | Спортсмен                            | Федеральный округ | Оценка |
| ----- | ------------------------------------ | ----------------- | ------ |
| 1     | Спиридонова Дарья Капитонова Наталья | Москва ПФО        | 14,700 |
| 3     | Скрыпник Дарья                       | ЮФО               | 14,433 |
| 4     | Ильянкова Анастасия                  | СФО               | 14,400 |
| 5     | Еремина Елена                        | Санкт-Петербург   | 14,333 |
| 6     | Кочеткова Елизавета                  | Москва            | 14,133 |
| 7     | Елизарова Дарья                      | ЦФО               | 13,400 |
| 8     | Тутхалян Седа                        | Москва            | 11,666 |

### Бревно
| Место | Спортсмен                      | Федеральный округ | Оценка |
| ----- | ------------------------------ | ----------------- | ------ |
| 1     | Трыкина Виктория Тутхалян Седа | Москва            | 13,533 |
| 3     | Мельникова Ангелина            | ЦФО               | 13,466 |
| 4     | Ахаимова Лилия                 | Санкт-Петербург   | 13,233 |
| 5     | Дмитриева Анастасия            | ПФО               | 13,233 |
| 6     | Еремина Елена                  | Санкт-Петербург   | 13,166 |
| 7     | Шелгунова Евгения              | ЦФО/ПФО           | 12,200 |
| 8     | Спиридонова Дарья              | Москва            | 12,100 |

### Вольные упражнения
| Место | Спортсмен           | Федеральный округ | Оценка |
| ----- | ------------------- | ----------------- | ------ |
| 1     | Ахаимова Лилия      | Санкт-Петербург   | 13,800 |
| 2     | Еремина Елена       | Санкт-Петербург   | 13,400 |
| 3     | Тутхалян Седа       | Москва            | 13,366 |
| 4     | Капитонова Наталья  | ПФО               | 13,066 |
| 5     | Елизарова Дарья     | ЦФО               | 12,733 |
| 6     | Трыкина Виктория    | Москва            | 11,933 |
| 6     | Кочеткова Елизавета | Москва            | 11,933 |
| 8     | Мельникова Ангелина | ЦФО               | 11,233 |